# 趙昉 (順治進士)
趙昉，字海曙，山東武城縣人。清朝政治人物。

## 生平
崇禎十二年（1639年）舉己卯科山東鄉試。清順治三年（1646年），登進士。授山西翼城縣知縣。